# ASG Vorwärts Bad Salzungen
Die ASG Vorwärts Bad Salzungen war eine deutsche Armeesportgemeinschaft aus dem thüringischen Bad Salzungen, deren Fußballabteilung bis 1989 existierte. Die ASG wurde finanziell von der Armeesportvereinigung Vorwärts unterstützt, Standort war die heutige Werratal-Kaserne.

## Sektion Fußball
Vorwärts Bad Salzungen trat erstmals 1979 im höherklassigen Fußball des Bezirkes Suhl in Erscheinung. Mit dem Aufstieg in die Bezirksliga Suhl ersetzte Bad Salzungen die durchaus erfolgreiche Armeemannschaft von Vorwärts Meiningen, welche nach Sachsen verlegt als Vorwärts Plauen agierte.
Auf sportlicher Ebene scheiterte die ASG bis 1989 mit insgesamt fünf Vizemeisterschaften kontinuierlich am möglichen Aufstieg in die DDR-Liga. Erfolge erzielten die Thüringer im Bezirkspokal, den Bad Salzungen viermal gewinnen konnte. In den damit verbundenen Qualifikationen zur 1. Hauptrunde des FDGB-Pokals bekam die ASG ausschließlich thüringische Verein zugelost, nur einmal erreichte Bad Salzungen gegen Chemie IW Ilmenau die zweite Runde.
Die Mitte der achtziger Jahre eingeleiteten drastischen Sparmaßnahmen der übergeordneten Armeesportvereinigung Vorwärts machten auch in Bad Salzungen keine Ausnahme. Die ASG stieg kurzzeitig in die viertklassige Bezirksklasse ab, kehrte aber 1988 wieder in die Bezirksliga zurück. Während der Spielzeit 1989/90 wurde die ASG endgültig aufgelöst und vom Spielbetrieb zurückgezogen.

## Statistik
- Teilnahme FDGB-Pokal: 1980/81, 1981/82, 1983/84, 1987/88